# جاب الله ميزار
قرية جاب الله ميزار هي إحدى القرى التابعة لمركز يوسف الصديق في محافظة الفيوم في جمهورية مصر العربية. حسب إحصاءات سنة 2006، بلغ إجمالي السكان في جاب الله ميزار 609 نسمة، منهم 317 رجل و292 امرأة.